# زرقان (مدينة)
زرقون هي مدينة إيرانية في مقاطعة شيراز بمحافظة فارس. تقع على بعد 25 كم من الشمال الشرقي لمدينة شيراز، وتقع على ارتفاع 1600 عن مستوى سطح البحر. عدد سكانها حوالي 60,000 نسمة.